# Брогдон, Малкольм
Ма́лкольм Мо́зес А́дамс Бро́гдон (англ. Malcolm Moses Adams Brogdon; род. 11 декабря 1992 года, Атланта, Джорджия, США) — американский профессиональный баскетболист, выступающий за команду Национальной баскетбольной ассоциации «Вашингтон Уизардс». Играет на позициях атакующего или разыгрывающего защитника. Был выбран на драфте НБА 2016 года во втором раунде под 36-м номером. На студенческом уровне в течение четырёх сезонов выступал за клуб «Виргиния Кавальерс». В 2016 году был назван баскетболистом года конференции Атлантического побережья, а также лучшим оборонительным игроком ACC, став таким образом первым игроком конференции, который получил эти две награды за один сезон. Новичок года НБА в сезоне 2016/2017.

## Колледж

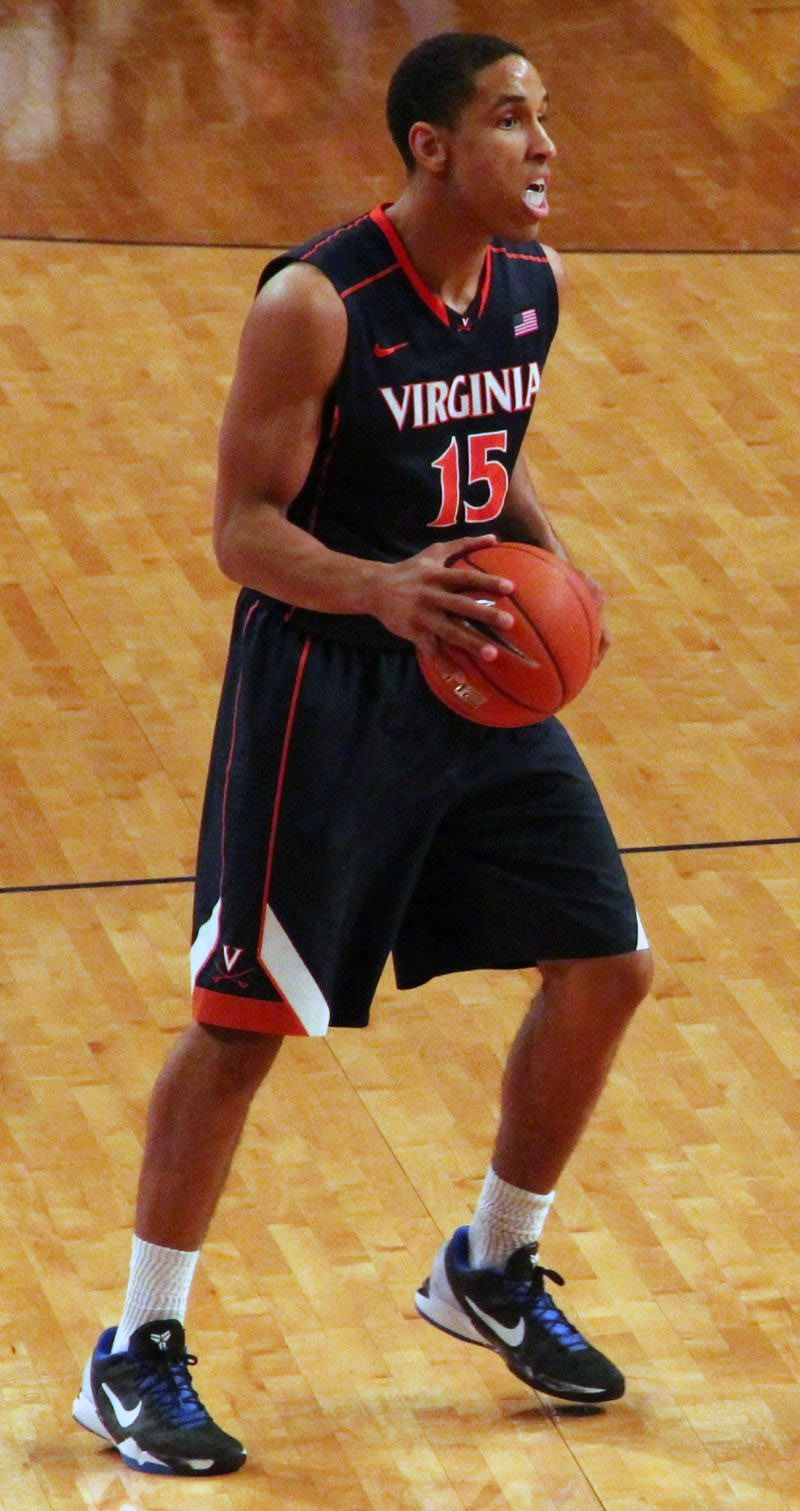
Брогдон во время выступления за «Виргинию» (2014)

Малкольм родился 11 декабря 1992 года в Атланте, Джорджия. Отец Малкольма, Митчелл, работает адвокатом; мать, Джанн Адамс — бывший председатель департамента психологии одного из колледжей Атланты, затем — заместитель в деканате естественных наук и математики. Мать и отец Брогдона развелись, когда мальчику было 11 лет. У Малкольма есть два старших брата: по состоянию на 2016 год Джино проходит адвокатскую практику, а Джон обучается на юридическом факультете.
Брогдон начал играть за «Виргинию» в 2011 году, однако следующий сезон ему пришлось пропустить из-за серьёзной травмы ступни. Он известен как один из игроков, причастных к успеху команды в сезонах 2013/2014 и 2014/2015: тогда клуб занимал первое место в конференции. В сезоне 2013/2014 Брогдон в среднем за игру набирал 12,7 очков, делал 5,4 подборов и 2,7 передач. В 2015 году был включён во вторую всеамериканскую сборную NCAA.
В июле 2015 года Брогдон принимал участие в тренировочном лагере сборной США по баскетболу, а также представлял Соединённые Штаты на Панамериканских играх в Торонто, где его команде удалось завоевать бронзовые медали.
Во время последнего года обучения в колледже (сезон 2015/2016) Брогдон был включён в список 35-ти номинантов на получение приза Нейсмита лучшему игроку года среди студентов, а также заработал многочисленные награды. В их числе премия «Баскетболист года конференции Atlantic Coast» и попадание в 1-ю всеамериканскую сборную NCAA. Номер 15, под которым Малкольм Брогдон играл за свой колледж, был выведен из обращения 20 февраля 2017 года.

## Профессиональная карьера

### Милуоки Бакс (2016—2019)
23 июня 2016 года Брогдон был выбран на драфте НБА под 36-м номером командой «Милуоки Бакс». 30 июля игрок официально подписал контракт с командой. Первую игру за «Бакс» Брогдон провёл 26 октября 2016 года, записав на свой счёт в матче против «Шарлотт Хорнетс» 8 очков и совершив 5 подборов и 5 передач за 21 минуту. 1 ноября он заработал 14 очков и сделал 4 перехвата в победной игре против «Нью-Орлеан Пеликанс». 23 декабря, играя с «Вашингтоном», Брогдон за 29 минут на паркете реализовал все 7 бросков, заработав 17 очков, а также сделал 7 результативных передач. 31 декабря Малкольм Брогдон сделал свой первый трипл-дабл в карьере, состоявший из 15 очков, 12 передач и 11 подборов, в матче против «Чикаго Буллс». 8 января 2017 года в игре против «Уизардс» Брогдон достиг своего лучшего показателя по очкам за игру — 22. 25 января был вызван на матч новичков НБА в качестве игрока команды США. 29 марта Брогдон помог своей команде победить игроков «Бостона», заработав 16 очков и совершив 9 передач. За 2 минуты и 46 секунд до конца матча его 6 решающих очков и 2 передачи отразили рывок «Селтикс». По окончании своего первого сезона на профессиональном уровне был включён в 1-ю сборную новичков НБА 2017. 26 июня 2017 года на церемонии вручения наград «NBA Awards» был объявлен новичком года НБА, став таким образом первым игроком с 1966 года, удостоенным этой награды, будучи выбранным во втором раунде драфта.

### Индиана Пэйсерс (2019—2022)
29 июня 2019 года «Бакс» выставили Брогдону квалификационное предложение, сделав форварда ограниченно свободным агентом. 6 июля 2019 года Брогдон перешёл в клуб «Индиана Пэйсерс» в результате сделки сайн-энд-трэйд с «Милуоки Бакс» в обмен на выборе на драфте. Брогдон подписал четырёхлетний контракт с «Пэйсерс» на сумму 85 миллионов долларов.
Брогдон делал дабл-дабл в каждой из своих первых четырёх игр в форме «Пэйсерс». После первой игровой недели он лидировал в НБА по передачам и стал первым игроком НБА в истории, набравшим не менее 20 очков и 10 передач в двух первых играх с новой командой.
6 января 2021 года Брогдон набрал максимальные за карьеру 35 очков и семь передач в матче против «Хьюстон Рокетс».
25 января Брогдон увеличил свой карьерный максимум до 36 очков в матче против «Торонто Рэпторс».
С декабря 2021 года по апрель 2022 года Брогдон пропустил 41 игру из-за болей в ахилловом сухожилии. Даже несмотря на долгое восстановление, он второй год подряд лидирует в команде по набранным очкам и занимает второе место по передачам за игру.

### Бостон Селтикс (2022—2023)
9 июля 2022 года Брогдон был обменян в «Бостон Селтикс» на Аарона Несмита, Даниеля Тайса, Ника Стаускаса, Малика Фиттса, Джувэна Моргана и выбор в первом раунде драфта 2023 года.
20 апреля 2023 года Брогдон получил награду лучшего шестого игрока НБА в сезоне 2022/23.

### Портленд Трэйл Блэйзерс (2023—2024)
1 октября 2023 года Брогдон, Роберт Уильямс III и два будущих выбора первого раунда драфта были обменяны в «Портленд Трэйл Блэйзерс» на Джру Холидея.

### Вашингтон Уизардс (2024—настоящее время)
Перед началом драфта 2024 года «Портленд» обменял Малкольма Брогдона, 14-й пик драфта-2024 («Уизардс» выбрали защитника Буба Кэррингтона), пик первого раунда драфта 2029 года и два пика второго раунда в «Вашингтон Уизардс» на Дени Авдию.

## Статистика

### Статистика в НБА
| Сезон                                                                                    | Команда   | Регулярный сезон | Регулярный сезон | Регулярный сезон | Регулярный сезон | Регулярный сезон | Регулярный сезон | Регулярный сезон | Регулярный сезон | Регулярный сезон | Регулярный сезон | Регулярный сезон | Серия плей-офф | Серия плей-офф | Серия плей-офф | Серия плей-офф | Серия плей-офф | Серия плей-офф | Серия плей-офф | Серия плей-офф | Серия плей-офф | Серия плей-офф | Серия плей-офф |
| Сезон                                                                                    | Команда   | GP               | GS               | MPG              | FG%              | 3P%              | FT%              | RPG              | APG              | SPG              | BPG              | PPG              | GP             | GS             | MPG            | FG%            | 3P%            | FT%            | RPG            | APG            | SPG            | BPG            | PPG            |
| ---------------------------------------------------------------------------------------- | --------- | ---------------- | ---------------- | ---------------- | ---------------- | ---------------- | ---------------- | ---------------- | ---------------- | ---------------- | ---------------- | ---------------- | -------------- | -------------- | -------------- | -------------- | -------------- | -------------- | -------------- | -------------- | -------------- | -------------- | -------------- |
| 2016/17                                                                                  | Милуоки   | 75               | 28               | 26,4             | 45,7             | 40,4             | 86,5             | 2,8              | 4,2              | 1,1              | 0,2              | 10,2             | 6              | 6              | 30,5           | 40,0           | 47,6           | -              | 4,3            | 3,5            | 0,5            | 0,3            | 9,0            |
| 2017/18                                                                                  | Милуоки   | 48               | 20               | 29,9             | 48,5             | 38,5             | 88,2             | 3,3              | 3,2              | 0,9              | 0,3              | 13,0             | 7              | 5              | 26,6           | 43,6           | 26,3           | 80,0           | 3,4            | 2,4            | 0,1            | 0,0            | 8,7            |
| 2018/19                                                                                  | Милуоки   | 64               | 64               | 28,6             | 50,5             | 42,6             | 92,8             | 4,5              | 3,2              | 0,7              | 0,2              | 15,6             | 7              | 2              | 28,3           | 44,9           | 37,8           | 63,6           | 4,9            | 3,4            | 0,7            | 0,1            | 13,0           |
| 2019/20                                                                                  | Индиана   | 54               | 54               | 30,9             | 43,8             | 32,6             | 89,2             | 4,9              | 7,1              | 0,6              | 0,2              | 16,5             | 4              | 4              | 40,0           | 40,0           | 37,5           | 89,3           | 4,3            | 10,0           | 1,0            | 0,0            | 21,5           |
| 2020/21                                                                                  | Индиана   | 56               | 56               | 34,5             | 45,3             | 38,8             | 86,4             | 5,3              | 5,9              | 0,9              | 0,3              | 21,2             | Не участвовал  | Не участвовал  | Не участвовал  | Не участвовал  | Не участвовал  | Не участвовал  | Не участвовал  | Не участвовал  | Не участвовал  | Не участвовал  | Не участвовал  |
| 2021/22                                                                                  | Индиана   | 36               | 36               | 33,5             | 44,8             | 31,2             | 85,6             | 5,1              | 5,9              | 0,8              | 0,4              | 19,1             | Не участвовал  | Не участвовал  | Не участвовал  | Не участвовал  | Не участвовал  | Не участвовал  | Не участвовал  | Не участвовал  | Не участвовал  | Не участвовал  | Не участвовал  |
| 2022/23                                                                                  | Бостон    | 67               | 0                | 26,0             | 48,4             | 44,4             | 87,0             | 4,2              | 3,7              | 0,7              | 0,3              | 14,9             | 19             | 0              | 24,9           | 41,8           | 37,9           | 82,9           | 3,5            | 2,9            | 0,2            | 0,3            | 11,9           |
| 2023/24                                                                                  | Портленд  | 39               | 25               | 28,7             | 44,0             | 41,2             | 81,9             | 3,8              | 5,5              | 0,7              | 0,2              | 15,7             | Не участвовал  | Не участвовал  | Не участвовал  | Не участвовал  | Не участвовал  | Не участвовал  | Не участвовал  | Не участвовал  | Не участвовал  | Не участвовал  | Не участвовал  |
| 2024/25                                                                                  | Вашингтон | 24               | 13               | 23,5             | 43,3             | 28,6             | 88,0             | 3,8              | 4,1              | 0,5              | 0,2              | 12,7             | Не участвовал  | Не участвовал  | Не участвовал  | Не участвовал  | Не участвовал  | Не участвовал  | Не участвовал  | Не участвовал  | Не участвовал  | Не участвовал  | Не участвовал  |
|                                                                                          | Всего     | 463              | 296              | 29,1             | 46,3             | 38,8             | 87,4             | 4,1              | 4,7              | 0,8              | 0,2              | 15,3             | 43             | 17             | 27,9           | 42,1           | 37,8           | 82,1           | 3,9            | 3,7            | 0,4            | 0,2            | 12,0           |
| Наведите курсор мыши на аббревиатуры в заголовке таблицы, чтобы прочесть их расшифровку. |           |                  |                  |                  |                  |                  |                  |                  |                  |                  |                  |                  |                |                |                |                |                |                |                |                |                |                |                |

### Статистика в NCAA
| Сезон | Команда  | Conf  | Class | GP  | GS  | MPG  | FG%  | 3P%  | FT%  | RPG | APG | SPG | BPG | PPG  |
| --- | -------- | ----- | ----- | --- | --- | ---- | ---- | ---- | ---- | --- | --- | --- | --- | ---- |
| 2011/12 | Виргиния | ACC   | FR    | 28  | 1   | 22,4 | 39,6 | 32,4 | 80,0 | 2,8 | 1,4 | 0,5 | 0,1 | 6,7  |
| 2013/14 | Виргиния | ACC   | SO    | 37  | 37  | 31,4 | 41,3 | 37,0 | 87,5 | 5,4 | 2,7 | 1,2 | 0,1 | 12,7 |
| 2014/15 | Виргиния | ACC   | JR    | 34  | 34  | 32,5 | 42,2 | 34,4 | 87,9 | 3,9 | 2,4 | 0,7 | 0,4 | 14,0 |
| 2015/16 | Виргиния | ACC   | SR    | 37  | 37  | 34,1 | 45,7 | 39,1 | 89,7 | 4,1 | 3,1 | 0,9 | 0,2 | 18,2 |
| Всего | Всего    | Всего | Всего | 136 | 109 | 30,6 | 43,0 | 36,5 | 87,6 | 4,1 | 2,5 | 0,9 | 0,2 | 13,3 |
| Наведите курсор мыши на аббревиатуры в заголовке таблицы, чтобы прочесть их расшифровку Статистика приведена с сайта sports-reference.com |          |       |       |     |     |      |      |      |      |     |     |     |     |      |